# Marie-Eugène Debeney

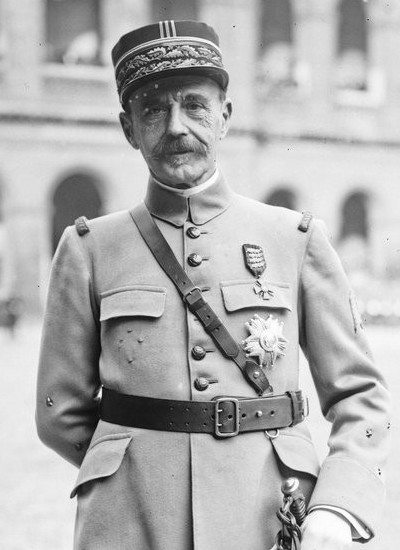
Marie-Eugène Debeney (1926)

Marie-Eugène Debeney (* 5. Mai 1864 in Bourg-en-Bresse; † 6. November 1943 ebenda) war ein französischer Offizier, zuletzt Général d’armée, und Chef des französischen Generalstabs von 1924 bis 1930.

## Leben
Ausgebildet an der Militärschule Saint-Cyr, wurde Debeney 1886 Sous-lieutenant der Jägertruppe (chasseurs à pied). Er diente vor dem Ersten Weltkrieg unter anderem als Adjutant von Alexis Hagron sowie als Ausbilder an der École supérieure de guerre. Beim Kriegsausbruch wurde er stellvertretender Stabschef der 1. Armee unter Auguste Dubail. Er diente auch unter Dubail als Stabschef, als dieser Oberbefehlshaber der Groupe d’Armées de l’Est wurde. Im Mai 1915 erhielt er ein Divisionskommando. Im April 1916 wurde er Befehlshaber eines Armeekorps und nahm an der Schlacht an der Somme teil. Ab Dezember 1916 befehligte er zeitweilig die in den Vogesen eingesetzte 7. Armee, bevor er 1917 von Philippe Pétain ins Grand Quartier Général gerufen wurde. Im Dezember 1917 übernahm er den Befehl über die 1. Armee, die er bis zum Kriegsende führte. Hierbei zeichnete sich Debeney in der Schlacht bei Amiens und der Hunderttageoffensive aus.
Nach Kriegsende wurde Debeney Kommandant der École de guerre. Nach dem Tod Edmond Buats im Dezember 1923 wurde er zum Chef des Generalstabs der Armee ernannt. 1926 wurde ihm die Médaille militaire verliehen. Sein Werk La Guerre et les hommes: réflexions d’après-guerre (1937) wurde mit dem Preis der Académie française ausgezeichnet.
Debeney erlag im November 1943 79-jährig den Folgen eines Bombenattentats, das einige Monate zuvor nach dem Besuch eines Veteranentreffens auf ihn und seine Begleiter, darunter sein Sohn Marie Cyrille (1891–1956), verübt worden war. Marie Cyrille war Général de division, Direktor des Service de l’Armistice und später Sekretär Marschall Pétains.

## Schriften (Auswahl)
- Sur la sécurité militaire de la France (1930)
- Le Réarmement allemand (1933)
- La guerre et les hommes: réflexions d’après-guerre (1937)